# Louis Emory McComas
Louis Emory McComas (ur. 28 października 1846 w pobliżu Hagerstown, Maryland, zm. 10 listopada 1907 w Waszyngtonie) – amerykański polityk i prawnik związany z Partią Republikańską. W latach 1883–1891 był przedstawicielem szóstego okręgu wyborczego w stanie Maryland w Izbie Reprezentantów Stanów Zjednoczonych. W latach 1899–1905 był senatorem Stanów Zjednoczonych z Maryland.
Jako prawnik Louis Emory McComas był wykładowcą prawa międzynarodowego na Uniwersytecie Georgetown. Został również mianowany sędzią sądu najwyższego Dystryktu Kolumbii przez prezydenta Stanów Zjednoczonych Benjamina Harrisona.
Do Izby Reprezentantów Stanów Zjednoczonych z szóstego okręgu wyborczego w Maryland zostali wybrani również jego wnuczka Katharine Edgar Byron oraz jej mąż William Devereux Byron, a także jego prawnuk Goodloe Edgar Byron i jego żona Beverly Barton Butcher Byron.